# Lucha Libre World Cup (2017)
Lucha Libre World Cup (2017) fue el torneo de lucha libre profesional de la tercera edición, fue organizado por la promoción mexicana Lucha Libre AAA Worldwide (AAA) con el respaldo financiero de la compañía cervecera Grupo Modelo, con Cerveza Victoria como el patrocinador oficial. Esta edición el torneo será equipos de dos luchadores, referidos como equipo en la lucha libre mexicana, dos de los cuales representarán a la AAA, otro equipo ajeno a la AAA representará a México y también tendrán representación de Impact Wrestling (anteriormente conocida como TNA), Inoki Genome Federation y Pro Wrestling NOAH, así como un "equipo internacional". Fue la primera vez que se celebró afuera de México.

## Mecánica
El vicepresidente de AAA Dorian Roldán explicó en un vídeo subido al perfil oficial de YouTube de la compañía que los combates estarían estructurados en cuartos de final, semifinales y final, más un enfrentamiento extra para determinar al tercer clasificado. Serán combates por parejas con una duración máxima de 15 minutos. En caso de expirar el tiempo sin que se determine un grupo ganador, cada equipo seleccionará un miembro y un elegido elegidos se enfrentarán en una muerte súbita de 10 minutos, que se continuará repitiendo con distintos luchadores si continúa sin haber ganador.

## Equipos participantes
| Equipo                     | Miembros       |
| -------------------------- | -------------- |
| AAA                        | Psycho Clown   |
| AAA                        | Pagano         |
| Lucha Underground (México) | Aero Star      |
| Lucha Underground (México) | Drago          |
| Lucha Underground (USA)    | Marty Martinez |
| Lucha Underground (USA)    | Son of Havoc   |
| Lucha Underground (World)  | Vampiro        |
| Lucha Underground (World)  | Mil Muertes    |
| NOAH (USA)                 | Cody Hall      |
| NOAH (USA)                 | Quiet Storm    |
| NOAH (Japón)               | Hi69           |
| NOAH (Japón)               | Taiji Ishimori |
| IGF                        | Kendo Kashin   |
| IGF                        | Nosawa         |
| Impact                     | DJ Z           |
| Impact                     | Andrew Everett |

## Resultados

### 9 de octubre
- Aero Star derrotó a Marty Martínez.
- Angélico y Son of Havoc derrotaron a Masamune y Taiji Ishimori.
- Team AAA (Psycho Clown y Pagano) derrotaron a Tokyo Gurentai (Minoru Fujita y Nosawa).
- King Cuerno derrotó a Drago.
- Mil Muertes vs. Vampiro terminaron sin resultado.

### 10 de octubre
- Cuartos de Final de la Lucha Libre World Cup: Team México AAA (Psycho Clown y Pagano) derrotaron a Team USA NOAH (Cody Hall y Quiet Storm) (9:08).
- Cuartos de Final de la Lucha Libre World Cup: Team Japan IGF (Kendo Kashin y Nosawa) derrotaron a Team Rest of the World (Mil Muertes y Vampiro) (6:09).
- Cuartos de Final de la Lucha Libre World Cup: Team Japan NOAH (Hi69 y Taiji Ishimori) derrotaron a Team USA Lucha Underground (Marty Martinez y Son of Havoc) (8:11).
- Cuartos de Final de la Lucha Libre World Cup: Team USA Impact (DJ Z y Andrew Everett) derrotaron a  Team México Lucha Underground (Aero Star y Drago) (7:51)
- Heidi Katrina, Recca, and Taylor Adams derrotaron a Danny Jones, Diego, y Sumire Natsu (13:42)
- Semifinal de la Lucha Libre World Cup: Team México AAA (Psycho Clown y Pagano) derrotaron a Team Japan IGF (Kendo Kashin y Nosawa) (5:14)
- Semifinal de la Lucha Libre World Cup: Team Japan NOAH (Hi69 y Taiji Ishimori) vs. Team USA Impact (DJ Z y Andrew Everett) terminó en un empate por tiempo límite (10:00).
- Semifinal de la Lucha Libre World Cup Muerte Súbita: Taiji Ishimori derrotó a DJ Z (2:11).
  - Como consecuencia, Team Japan NOAH clasificó a la final de la Lucha Libre World Cup.
- King Cuerno derrotó a Angélico (11:08).
- Final de la Lucha Libre World Cup: Team México AAA (Psycho Clown y Pagano) derrotaron a Team Japan NOAH (Hi69 y Taiji Ishimori) (6:38).

El Torneo tuvo el siguiente desarrollo
|  | Cuartos de final          | Cuartos de final |        |  | Semifinales | Semifinales |     |  | Final | Final |  |
|  |                           |                  |        |  |             |             |     |  |       |       |  |
|  |                           |                  |        |  |             |             |     |  |       |       |  |
|  | AAA                       | Pin              |        |  |             |             |     |  |       |       |  |
|  | AAA                       | Pin              |        |  |             |             |     |  |       |       |  |
|  | NOAH                      |                  |        |  |             |             |     |  |       |       |  |
|  |                           | AAA              | Pin    |  |             |             |     |  |       |       |  |
|  |                           |                  | Pin    |  |             |             |     |  |       |       |  |
|  |                           |                  | IGF    |  |             |             |     |  |       |       |  |
|  | IGF                       | Pin              |        |  |             |             |     |  |       |       |  |
|  | IGF                       | Pin              |        |  |             |             |     |  |       |       |  |
|  | Lucha Underground (World) |                  |        |  |             |             |     |  |       |       |  |
|  |                           |                  |        |  |             | AAA         | Pin |  |       |       |  |
|  |                           |                  |        |  |             |             | Pin |  |       |       |  |
|  |                           |                  | NOAH   |  |             |             |     |  |       |       |  |
|  | NOAH                      | Pin              |        |  |             |             |     |  |       |       |  |
|  | NOAH                      | Pin              |        |  |             |             |     |  |       |       |  |
|  | Lucha Underground         |                  |        |  |             |             |     |  |       |       |  |
|  |                           | NOAH             | Pin    |  |             |             |     |  |       |       |  |
|  |                           |                  | Pin    |  |             |             |     |  |       |       |  |
|  |                           |                  | Impact |  |             |             |     |  |       |       |  |
|  | Lucha Underground         |                  |        |  |             |             |     |  |       |       |  |
|  |                           |                  |        |  |             |             |     |  |       |       |  |
|  | Impact                    | Pin              |        |  |             |             |     |  |       |       |  |
|  | Impact                    | Pin              |        |  |             |             |     |  |       |       |  |
|  |                           |                  |        |  |             |             |     |  |       |       |  |